# Craspedorhachis
Craspedorhachis är ett släkte av gräs. Craspedorhachis ingår i familjen gräs.
Kladogram enligt Catalogue of Life:
| Craspedorhachis | \| \| Craspedorhachis africana \| \| \| \| \| \| Craspedorhachis digitata \| \| \| \| \| \| Craspedorhachis rhodesiana \| \| \| \| |
|                 | \| \| Craspedorhachis africana \| \| \| \| \| \| Craspedorhachis digitata \| \| \| \| \| \| Craspedorhachis rhodesiana \| \| \| \| |
|                 | Craspedorhachis africana |
|                 | |
|                 | Craspedorhachis digitata |
|                 | |
|                 | Craspedorhachis rhodesiana |
|                 | |